# Tomatlancillo
Tomatlancillo är en ort i Mexiko.   Den ligger i kommunen Sochiapa och delstaten Veracruz, i den sydöstra delen av landet, 230 km öster om huvudstaden Mexico City. Tomatlancillo ligger 1 266 meter över havet och antalet invånare är 511.
Terrängen runt Tomatlancillo är kuperad, och sluttar brant österut. Runt Tomatlancillo är det ganska tätbefolkat, med 248 invånare per kvadratkilometer. Närmaste större samhälle är Huatusco de Chicuellar, 5,0 km sydväst om Tomatlancillo. I omgivningarna runt Tomatlancillo växer i huvudsak städsegrön lövskog.